# Bolewo
Bolewo – wieś sołcka w Polsce położona w województwie mazowieckim, w powiecie mławskim, w gminie Stupsk.
| SIMC    | Nazwa     | Rodzaj    |
| ------- | --------- | --------- |
| 0127249 | Feliksowo | część wsi |
| 0127255 | Kałęcz    | część wsi |

W latach 1975–1998 miejscowość administracyjnie należała do województwa ciechanowskiego.